# سفارة فرنسا في الكويت
السفارة الفرنسية في الكويت هي الممثل الدبلوماسي للجمهورية الفرنسية لدى دولة الكويت. تقع السفارة في مدينة الكويت، عاصمة البلاد، وسفيرها هو أوليفييه جوفان منذ عام 2024.

## سفارة
تقع السفارة في الطابق 40 من برج الحمراء، شارع الشهداء، مدينة الكويت. كما تضم قسمًا قنصليًا.

## السفراء الفرنسيون لدى الكويت
| بداية | النهاية | سفير                                 |
| ----- | ------- | ------------------------------------ |
| 1964  | 1968    | بيير لويس فاليز                      |
| 1968  | 1975    | بول كارتون                           |
| 1975  | 1979    | خوسيه باولي                          |
| 1979  | 1982    | بيير بلوين                           |
| 1982  | 1986    | جان بريسو                            |
| 1986  | 1988    | مارسيل لاوجيل                        |
| 1988  | 1991    | جان بيليفييه                         |
| 1991  | 1992    | جان بريسو                            |
| 1992  | 1997    | شارل دي بانكاليس بواسطة موريل أراغون |
| 1997  | 1999    | جان فيليكس باجانون                   |
| 1999  | 2002    | باتريس باولي                         |
| 2002  | 2005    | كلود لوسغاردي                        |
| 2005  | 2007    | كورين برويزيه                        |
| 2007  | 2010    | جان رينيه جيهان                      |
| 2010  | 2013    | ندى يافي                             |
| 2013  | 2017    | كريستيان نخلة                        |
| 2017  | 2020    | ماري ماسدوبوي                        |
| 2020  | 2021    | آن كلير ليجيندر                      |
| 2021  | 2024 .  | كلير لو فليشر                        |
| 2024  | الحالي  | أوليفييه جوفين                       |

## العلاقات الدبلوماسية
بعد الاعتراف باستقلال الكويت في 28 أغسطس 1961، اعتمدت فرنسا سفيرها في لبنان لدى حكومة الكويت، وربطت الإمارة بالمنطقة القنصلية في بيروت عام 31 يوليو 1968، وعين أول سفير مقيم.
أثناء غزو القوات العراقية للكويت 2 أغسطس 1990 أبدت فرنسا تضامنها، وصوّتت، بصفتها عضوًا في مجلس الأمن التابع للأمم المتحدة، لصالح جميع القرارات الرامية إلى حماية الإمارة. وبعد استعادة الكويت سيادتها، أبرمت فرنسا اتفاقية دفاع تلتزم بموجبها بضمان أمن الكويت.

## قنصلية

### المجتمع الفرنسي
منذ 31 ديسمبر 2016، يوجد 1 144 فرنسيًا مسجلين في السجل القنصلي في الكويت.
| السنة  | 2001 | 2002 | 2003 | 2004 | 2005 | 2006 | 2007 | 2008 | 2009 | 2010 | 2011 | 2012 | 2013 | 2014 | 2015 | 2016 |
| ------ | ---- | ---- | ---- | ---- | ---- | ---- | ---- | ---- | ---- | ---- | ---- | ---- | ---- | ---- | ---- | ---- |
| السكان | 597  | 638  | 661  | 775  | 828  | 926  | 966  | 962  | 943  | 948  | 1014 | 989  | 1045 | 1109 | 1071 | 1144 |

### الدوائر الانتخابية
منذ قانون 22 يوليو 2013، إصلاح تمثيل الشعب الفرنسي خارج فرنسا من خلال إنشاء مجالس قنصلية داخل البعثات الدبلوماسية، حيث ينتخب المواطنون الفرنسيون من دائرة انتخابية تغطي جزءًا من المملكة العربية السعودية (دائرة الرياض القنصلية) والكويت ثلاثة مستشارين قنصليين لمدة ست سنوات. ويتولى هؤلاء المستشارون ثلاثة أدوار:
1. إنهم مسؤولون محليون منتخبون للفرنسيين في الخارج؛
2. إنهم ينتمون إلى إحدى الدوائر الانتخابية الخمس عشرة التي تنتخب من بين أعضائها جمعية الفرنسيين في الخارج؛
3. وهم ينضمون إلى المجمع الانتخابي الذي ينتخب أعضاء مجلس الشيوخ الذين يمثلون الشعب الفرنسي المقيم خارج فرنسا.

بالنسبة لانتخابات جمعية الفرنسيين في الخارج ، كانت الكويت تنتمي حتى عام 2014 إلى الدائرة الانتخابية لأبو ظبي، والتي تضم أيضًا المملكة العربية السعودية والبحرين والإمارات العربية المتحدة وعمان وقطر واليمن، مع تعيين مقعدين. تنتمي الكويت الآن إلى الدائرة الانتخابية (آسيا الوسطى والشرق الأوسط) التي عاصمتها دبي، والتي تعين أربعة من مستشاريها القنصليين البالغ عددهم 23 ليكونوا ضمن أعضاء جمعية الفرنسيين في الخارج البالغ عددهم 90 عضوًا.
بالنسبة لانتخاب نواب الفرنسيين في الخارج تعتمد الكويت على الدائرة 10 للانتخابات.

### روابط خارجية
- السفارة الفرنسية في الكويت
- وزارة الخارجية الفرنسية